# Зорі немов пил
«Зорі немов пил» (англ. The Stars, Like Dust) — науково-фантастичний роман американського письменника Айзека Азімова, відноситься до циклу творів про Галактичну імперію.

## Історія публікації
Історія була вперше упублікована під назвою Tyrann У журналі Galaxy. Публікація вийшла серією у трьох частинах у випусках січня, лютого та березня 1951 року. Вона була опублікована як роман 15 лютого видавництвом Doubleday під назвою "Зорі немов пил" (The Stars, Like Dust). В 1954 році роман був виданий у м'якій обкладинці під назвою "Бунтівні зорі"(The Rebellious Stars), але ця версія була сильно обрізаною без дозволу Азімова і поєднана разом із "Земля збожеволіла" (An Earth Gone Mad) Роджера Ді (Roger Dee).

## Зміст
Події відбуваються до заснування Галактичної імперії, і ще до заснування Трентора.
Фарріл Берон — син повелителя планети Нефелос, одного із королівств Туманності закінчує своє навчання в університеті на Землі. Від Сандера Джанті він дізнається, що його батько був страчений за змову проти Тиранії — зростаючої імперії, що підкорила всі королівства Туманності. Тепер життя самого Фарріла в небезпеці.
Джанті радить йому навідатись до повелителя Родії, найрозвиненішої із захоплених тиранійцями планет. Далі Фарріл втікає з Родії на захопленому тиранійському кораблі разом з Артемідою (дочкою повелителя Родії) та Ґілбертом (братом повелителя) на планету Лінґана. Автархом Лінґани виявляється Сандер Джанті, який стверджує, що знає де знаходиться планета повстанців.
Корабель Фарріла приземляється на одній з планет і Автарх з Фаррілом йдуть на пошуки повстанців. Урядовець тиранійців Саймок Аратап відслідковує викрадений корабель і переслідує його тиранійським флотом.
Фарріл звинувачує Автарха в здачі свого батька тиранійцям через заздрощі до його популярності серед повстанців. Автарх не заперечує цього, оскільки збирається покінчити і з Фаррілом теж. Фаррілу разом з лінґанським офіцером Теодором Різетом вдається перемогти Автарха, але всіх їх захоплюють в полон тіранійці.
Аратап спокушає Фарріла, Артеміду, Ґілберта та Різета помилуванням, якщо хтось з них вкаже координати повстанців. Вони відмовляються і Автарх вказує координати, розлючений Різет вбиває його.
Ґілберт влаштовує фальшиву тривогу і за цей час підкладає вибухівку в гіпер-двигун корабля. Фарріл доповідає про вибухівку і тиранійці знешкоджують її. Ґілберт гине. Після стрибка по координатам вказаним Автархом, тиранійці виявляють тільки погаслу зорю і вирішують, що планети повстанців не існує. Вони відпускають бранців і дозволяють Фаррілу та Артеміді одружитись.
По прибутті на Родію, Фарріл розказує, що базою повстанців є Родія, а керівником є повелитель Родії, який вимушений приховувати це під маскою безвільної маріонетки тиранійців.
Наприкінець повелитель Родії показує стародавній документ із Землі (конституцію США), що після перемоги повстанців допоможе заснувати нову імперію на демократичних засадах.